# 노웨스트 유나이티드 AFC
노웨스트 유나이티드 AFC(Norwest United Association Football Club)는 뉴질랜드 오클랜드의 세미프로 축구단이었다. 그들은 2021년 와이타케레 시티와 합병하여 웨스트 커우스트 레인저스를 설립했다.